# Primerjava nacizma in stalinizma
Nacizem in stalinizem sta bila dva režima v 20. stoletju. Oba sta bila označena kot totalitarna, njuna voditelja pa sta bila označena za simbol totalitarizma 20. stoletja, zato so nekateri avtorji izvedli primerjave nacizma in stalinizma. Upoštevali so podobnosti in razlike med obema ideologijama in političnima sistemoma, odnos med režimoma in zakaj sta oba hkrati postala pomembna. V 20. stoletju je primerjava nacizma in stalinizma temeljila na totalitarizmu, ideologiji in kultu osebnosti. Oba režima so dojemali kot nasprotje liberalno-demokratičnega zahodnega sveta, s poudarkom na njunih podobnostih.
Politologi Hannah Arendt, Zbigniew Brzezinski in Carl Joachim Friedrich ter zgodovinar Robert Conquest so bili vidni zagovorniki uporabe totalitarnega koncepta za primerjavo nacizma in stalinizma. Zgodovinarji, kot sta Sheila Fitzpatrick in Michael Geyer, poudarjajo razlike med nacizmom in stalinizmom. Zgodovinar Henry Rousso zagovarja delo Friedricha et al., pri čemer pravi, da je koncept uporaben in opisen, ne pa analitičen, ter trdi, da režimi, ki so opisani kot totalitarni, nimajo skupnega izvora in niso nastali na podoben način. Zgodovinarja Ian Kershaw in Moshe Lewin zavzameta daljšo zgodovinsko perspektivo ter nacizem in stalinizem ne obravnavata kot primera novega tipa družbe, temveč kot zgodovinski anomaliji in se sprašujeta, ali je njuno združevanje na podlagi totalitarnosti sploh koristno.
Drugi zgodovinarji in politologi so kot del svojega dela naredili primerjave med nacizmom in stalinizmom. Primerjava nacizma in stalinizma je dolgo povzročala politične polemike in v osemdesetih letih dvajsetega stoletja privedla do spora zgodovinarjev znotraj Nemčije, znanega kot Historikerstreit.